# Этвеш (единица измерения)
Э́твеш (русское обозначение: Э; международное: E) — внесистемная единица градиента ускорения свободного падения. Равна такому градиенту, какой имеет место при изменении ускорения свободного падения на величину 10−6 м·с−2, происходящего при смещении на 1 км, или, эквивалентно, если оно меняется на 10−4 Гал (или 0,1 мГал) на расстоянии в 1 километр. 
Таким образом, этвеш связан с соответствующей единицей Международной системы единиц (СИ) соотношением: 1 Э = 10−9 с−2.
Единица названа в честь венгерского физика Лоранда Этвёша. Применяется в гравиметрии при описании быстроты, с которой ускорение свободного падения меняется от точки к точке.
Вблизи поверхности Земли ускорение свободного падения характеризуется вертикальным градиентом, равным примерно 3080 Э, а из-за формы Земли в виде эллипсоида добавляется также горизонтальный градиент порядка 1540 Э — при этом за счёт вращения Земли вокруг своей оси добавляется ещё одна дополнительная поправка к горизонтальному градиенту, зависящая от направления перемещения вдоль земной поверхности и достигающая значения 5 Э.